# Pterodiscus coeruleus
Pterodiscus coeruleus är en sesamväxtart som beskrevs av Emilio Chiovenda. Pterodiscus coeruleus ingår i släktet Pterodiscus och familjen sesamväxter. Inga underarter finns listade i Catalogue of Life.